# 彌生丘站
彌生丘站（日语：／ Yayoigaoka eki */?）是位於佐賀縣鳥栖市彌生丘一丁目，九州旅客鐵道（JR九州）的鹿兒島本線車站。車站編號為JB13。

## 歷史
- 2001年（平成13年）3月3日 - 車站啟用[1]。
- 2009年（平成21年）3月1日 - 此站可以使用IC卡「SUGOCA」[3]。

## 車站構造

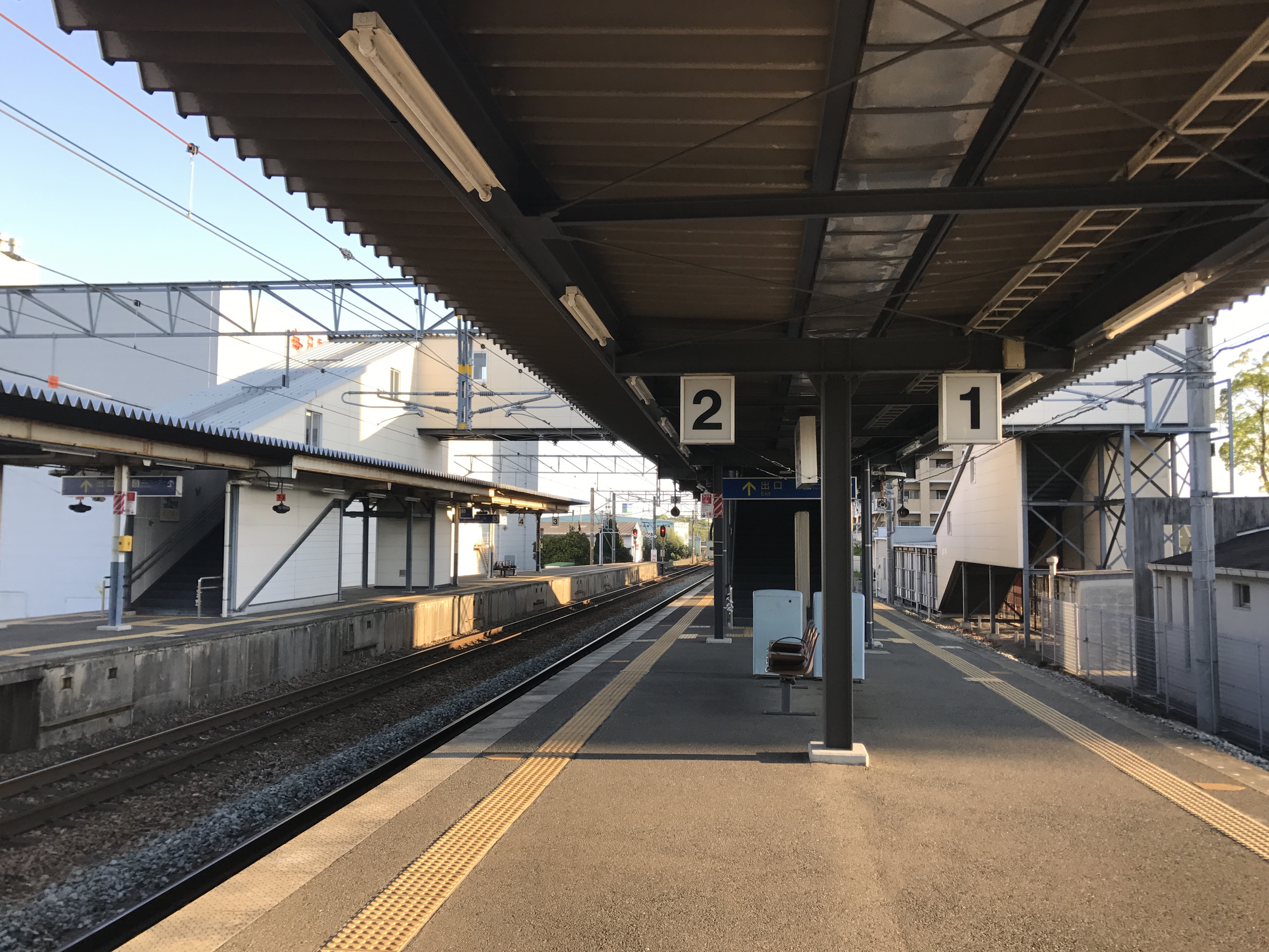
1號與2號月台(2017年4月)

車站是一座地面車站，設有2面4線的島式月台。兩月台之間設有跨線橋連接。車站大樓位於西邊。此站設有待避線，普通列車多會在此站等待特急列車通過。
此站是由JR九州鐵道營業管理的業務委託車站。此站沒有MARS，只設有POS終端。車站設有簡易SUGOCA閘機，可以使用SUGOCA。此站不可購買SUGOCA，但是可為SUGOCA增值。

### 月台
| 月台 | 路線       | 上下行 | 方向                     |
| ---- | ---------- | ------ | ------------------------ |
| 1・2 | 鹿兒島本線 | 上行   | 博多、小倉方向           |
| 3・4 | 鹿兒島本線 | 下行   | 久留米、大牟田、佐賀方向 |

## 使用狀況
在2018年（平成30年）度，1日平均乘車人次為1,180人。
以下為近年1日平均乘車人次列表：
| 年度   | 1日平均 乘車人次 | 1日平均 上下車人次 |
| ------ | ---------------- | ------------------ |
| 2000年 | 131              | 203                |
| 2001年 | 138              | 271                |
| 2002年 | 175              | 339                |
| 2003年 | 246              | 475                |
| 2004年 | 302              | 590                |
| 2005年 | 333              | 656                |
| 2006年 | 369              | 721                |
| 2007年 | 408              | 808                |
| 2008年 | 509              | 1,006              |
| 2009年 | 568              | 1,133              |
| 2010年 | 624              | 1,244              |
| 2011年 | 727              | 1,444              |
| 2012年 | 786              | 1,557              |
| 2013年 | 853              | 1,693              |
| 2014年 | 907              | 1,794              |
| 2015年 | 983              | 1,947              |
| 2016年 | 1,014            | 2,012              |
| 2017年 | 1,075            |                    |
| 2018年 | 1,180            |                    |

## 車站周邊
車站位於鳥栖市北部山丘地區，該有住宅區「彌生丘」。車站周邊一直進行建設住宅區。
- 鳥栖交匯處（日语：鳥栖ジャンクション） - 長崎自動車道
- 鳥栖系統交匯處（日语：鳥栖ジャンクション） - 九州自動車道、長崎自動車道、大分自動車道
- 國道3號
- 國道34號
- 鳥栖駕駛學校
- 中富記念藥物博物館（日语：中冨記念くすり博物館）
- 鳥栖PREMIUM OUTLETS（日语：鳥栖プレミアム・アウトレット） - 車站距離OUTLETS有一段距離（步行30分，設有接駁巴士連接）[1]。
- 鳥栖體育館北部場地（日语：鳥栖スタジアム北部グラウンド）（鳥栖市北部場地）

## 巴士路線
- 西鐵巴士佐賀（日语：西鉄バス佐賀）
  - 西鐵小郡站方向
  - 鳥栖PREMIUM OUTLETS方向
  - 產業團地方向（彌生丘循環）

## 相鄰車站
九州旅客鐵道
鹿兒島本線
■快速、■區間快速
通過
■區間快速（只有部分列車停站）、■普通
基山（JB12）－彌生丘（JB13）－田代（JB14）

## 注腳
1. 1 2 3 4 5 6 7 8  . 週刊朝日百科. 33號 熊本駅・嘉例川駅・大畑駅ほか. 朝日新聞出版. 2013-03-31: 20.
2. 1 2  . JR九州鐵道營業.   [2016-04-17]. （原始内容存档于2016年4月12日）.
3. ↑  . 交通新聞 (交通新聞社). 2009-03-03: 1.
4. ↑  SUGOCA 利用可能エリア （页面存档备份，存于） 九州旅客鐵道，截至平成28年3月26日（2016年10月5日參閲）。
5. ↑   (PDF). 九州旅客鐵道.   [2019-07-24]. （原始内容存档 (PDF)于2020-03-15）.
6. ↑  佐賀縣統計年鑑

## 外部連結
- 彌生丘（車站資訊） - 九州旅客鐵道